# Microlinices
Genre
Microlinices est un genre de mollusques gastéropodes marins de la famille des Naticidae. L'espèce-type est Microlinices latiusculus.

## Liste d'espèces
Selon World Register of Marine Species (16 avril 2021) :
- Microlinices apiculus Simone, 2014
- Microlinices benthovus Simone, 2014
- Microlinices gaiophanis Simone, 2014
- Microlinices ibitingus Simone, 2014
- Microlinices latiusculus Simone, 2014 - espèce-type[2]
- Microlinices ombratus Simone, 2014

## Étymologie
Le nom du genre Microlinices est une combinaison associant le préfixe grec ancien , mikros, « petit », et Polinices, terme habituellement utilisé pour des espèces présentant des opercules cornés.

## Publication originale
- [2014] (fr + en) Luiz Ricardo L. Simone, « Taxonomic study on the molluscs collected during the Marion-Dufresne expedition (MD55) off SE Brazil: the Naticidae (Mollusca: Caenogastropoda) », Zoosystema, Paris, Muséum national d'histoire naturelle, vol. 36, no 3,‎ septembre 2014, p. 563-593 (ISSN 1280-9551 et 1638-9387, OCLC 263656142, BNF 34546864, DOI 10.5252/Z2014N3A2, lire en ligne). .